# الإسلام في مالي
المسلمون يشكلون حاليا نحو 95% في المئة من سكان مالي التي تعتبر أكبر دولة في غرب أفريقيا. غالبية المسلمين في مالي من أهل السنة والجماعة.

## التاريخ
خلال القرن التاسع الميلادي جلب التجار المسلمين البربر والطوارق الإسلام جنوبا في غرب أفريقيا. كما انتشر الإسلام في المنطقة من قبل أتباع الطرق الصوفية. ربط الإسلام أهالي سكان منطقة السافانا في غرب أفريقيا من خلال الاعتقاد بإله واحد. مدن تمبكتو وجاو وكانو سرعان ما أصبحت مراكز دولية للتعليم الإسلامي.
كان من أهم ملوك مالي مانسا موسى (1312-1337) الذي شهدت مالي في عهده توسع كبير ومد النفوذ إلى دول النيجر، ومدن تمبكتو، غاو، وجينيه. وكان مانسا موسى مسلم متدين وأفيد أنه كان يقوم ببناء المساجد الكبرى في جميع أنحاء مناطق نفوذ مالي. قيامه بأداء فريضة الحج في مكة المكرمة جعلت منه شخصية معروفة حتى في التاريخ الأوروبي. في عهد موسى مانسا أصبحت تمبكتو واحدة من المراكز الثقافية الكبرى في أفريقيا والعالم.

## حال المسلمين في مالي
العلاقات بين الأغلبية المسلمة والأقليات المسيحية وغيرها من الأقليات الدينية بما في ذلك ممارسي الديانات التقليدية للشعوب الأصلية مستقرة عموما وإن كان هناك عدد قليل من حالات عدم الاستقرار والتوتر في الماضي. من الشائع نسبيا العثور على معتنقي ديانات متنوعة ضمن العائلة الواحدة. 
يوجد دعاة أجانب يعملون في شمال البلاد حين تقع المساجد المرتبطة بجماعة الدعوة في كيدال، موبتي، وباماكو. اكتسبت جماعة الدعوة عبيد نبلاء الطوارق وكذلك الشباب العاطلين عن العمل. تستند مصلحة هذه الجماعات في الدعوة على الرغبة في التنصل من سادتهم السابقين وإيجاد مصدر للدخل للشباب. جماعة الدعوة تتمتع بنفوذ قوي في كيدال في حين، ظهرت الحركة الوهابية التي تنمو باطراد في تمبكتو. نهج البلاد التقليدي للإسلام معتدل نسبيا كما ورد في المخطوطات القديمة في جامعة تمبكتو.
اندلع نزاع في قرية ييريري غرب مالي في أغسطس 2003 عندما هاجم مسلمون وهابيين كانوا يقومون ببناء مسجد مرخص به.

## وضع الحرية الدينية

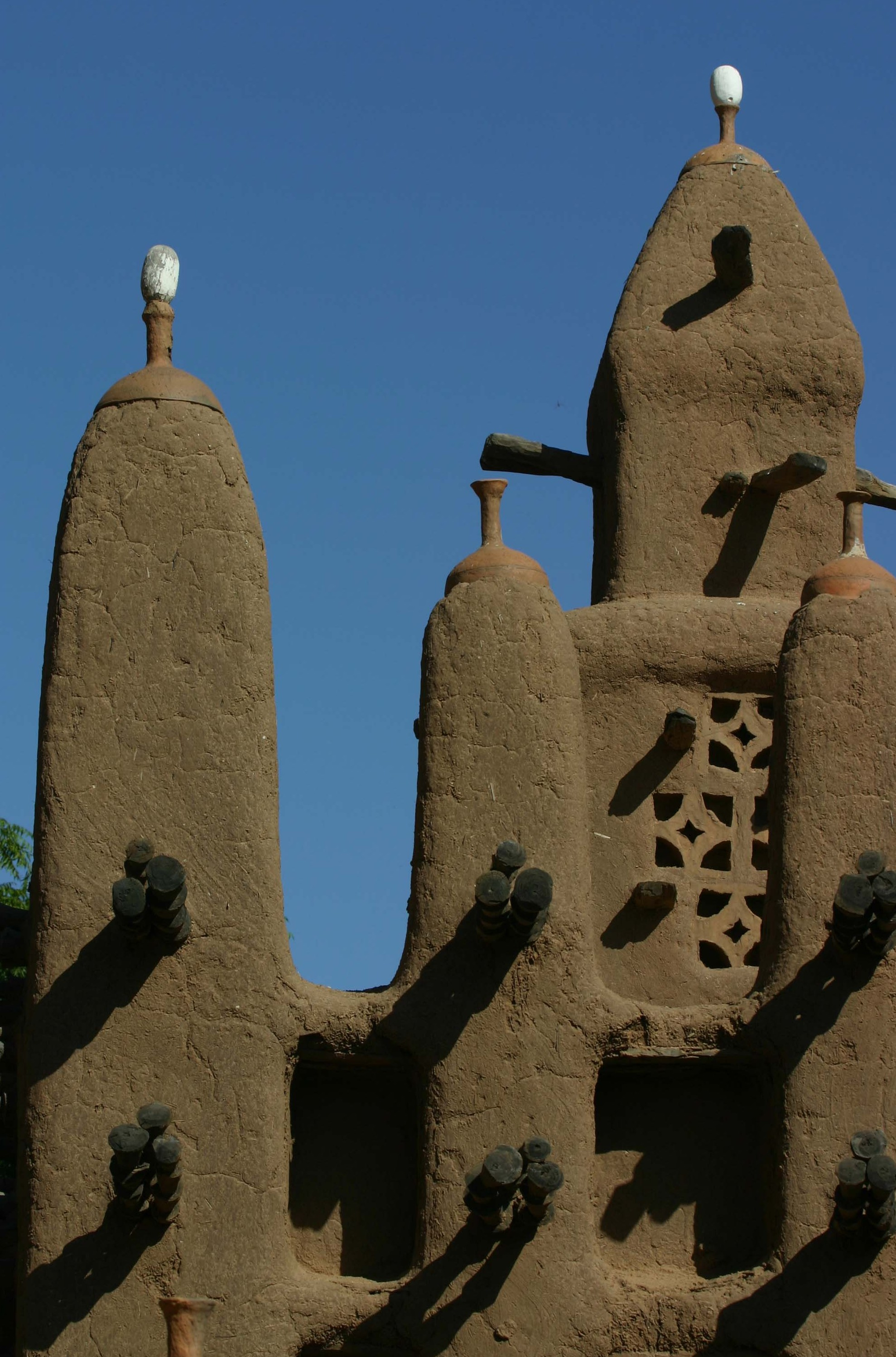
مسجد في كاني كومبولي

ينص الدستور على حرية التدين ولا يسمح بأي شكل من أشكال التمييز أو التعصب الديني من قبل الحكومة أو الأفراد.والدستور يسمح للممارسات الدينية التي لا تشكل خطرا على الاستقرار الاجتماعي والسلام.
الحكومة تطلب من جميع المنظمات العامة بما في ذلك المنظمات الدينية تسجيلها. ومع ذلك لا يمنح أفضلية الإعفاء من الضرائب أو أي إعفاءات أو مزايا قانونية أخرى والفشل في التسجيل لا يستوجب المعاقبة. ليس مطلوبا من الديانات التقليدية للشعوب الأصلية تسجيل.
هناك عدد من الجماعات التبشيرية الأجنبية العاملة في البلاد من دون تدخل الحكومة. يسمح لكل من المسلمين وغير المسلمين تغيير الديانة بحرية.
يستند قانون الأسرة بما في ذلك القوانين المتعلقة بالزواج والطلاق والميراث على مزيج من التقاليد المحلية والقانون الإسلامي والممارسة.
في يناير 2002 تم إنشاء المجلس الأعلى لتنسيق الشؤون الدينية للمجتمع المسلم وتوحيد نوعية الوعظ في المساجد. جميع المسلمين في البلاد يعترفون حاليا بسلطة المجلس.